# Т-150 (танк)
Т-150 (іноді іменується як КВ-150) — радянський експериментальний важкий танк. Є модифікацією серійного танка КВ-1.
Розроблений в 1940–1941 роках інженерами СКБ-2 Кіровського заводу під керівництвом Ж. Я. Котіна, провідним інженером машини був призначений Л. М. Переверзєв.

## Історія створення
Влітку 1940 року за підсумками Зимової війни та порівняльних випробувань вирішено закрити роботи за темами важких танків СМК і Т-100, і сконцентруватися на розвитку та модернізації танка КВ-1, запущеного в серійне виробництво. 17 червня 1940 РНК СРСР та ЦК ВКП (б) прийняли постанову № 1288–495сс, в якому Кіровському заводу вказувалося створити на базі танка КВ два танки з бронею 90-мм (один з 76-мм гарматою Ф-32, інший з 85-мм гарматою), два танки з бронею 100-мм (один з 76-мм гарматою Ф-32, інший з 85-мм гарматою) і одну самохідну установку з 152-мм гарматою БР-2.
Розроблюваний танк з бронею 90-мм на Кіровському заводі позначався як «Т-150», «КВ-150», або «Об'єкт 150». Провідним інженером машини був призначений Л. М. Переверзєв. Корпуси передбачалося виготовити на Іжорському заводі, перший планувалося передати на Кіровський наприкінці жовтня, а другий в листопаді. У встановлений строк 5 листопада перший танк був зданий. З 15 січня по 14 лютого 1941 проходив полігонні випробування, всього пройшовши 199 км.
У березні 1941 року керівництво Червоної армії отримало від розвідки інформацію про те, що в Німеччині розроблено танки з потужним бронюванням, які вже надходять на озброєння Вермахту. Вирішено вжити відповідних заходів. 15 березня 1941 РНК СРСР і ЦК ВКП (б) наказав Кіровському заводу почати випуск танка Т-150 з серійною назвою КВ-3 і дещо зміненими характеристиками (76-мм гармата Ф-34, двигун В-5 потужністю 700 к.с.). Проте вже 7 квітня 1941 РНК СРСР і ЦК ВКП(б) прийняв постанову № 827-345сс. У ній визначалися нові параметри для танка КВ-3, під які створили новий проєкт об'єкт 223, що відрізнявся від КВ-1 довжиною корпусу, баштою та рядом інших агрегатів.
Однак на фронті воліли використовувати накладні 25-мм бронеплити, що збільшують броню до 105 мм; частина танків укомплектовувалися 95-мм литою баштою; ці модифікації виглядали в сумі переважніше наладки випуску нового танка. Багато в чому це стало причиною того, що в серію він так і не пішов. Ще однією послужив перегрів двигуна, що ускладнювало експлуатацію танка при позитивних температурах. Також важливо додати, що запуск у виробництво нових двигунів був би занадто трудомістким процесом в умовах воєнного часу.
Запланований танк, озброєний 85-мм гарматою Ф-30 і аналогічний Т-150 з бронювання, отримав назву Об'єкт 221, але так і не був реалізований у металі.
У червні 1941 року на Челябінському тракторному заводу також запропонували розпочати випуск танка КВ-1 з бронею 90 мм і серійною назвою КВ-6. Цей танк мав заводське позначення КВ-222, або об'єкт 222, і являв собою якусь варіацію на тему Т-150. Як і Т-150, машина повинна була оснащуватися двигуном В-2, форсованим до 700 к.с. і 76-мм танкову гармату зразка 1940 (Ф-34). Башта ж була дещо змінена і мала іншу командирську башточку з круговим оглядом. Як додаткове обладнання на лівій полиці міг кріпитися 15-літровий вогнемет.

## Технічні характеристики
КВ-150 відрізнявся від базової моделі (КВ-1) посиленим бронюванням, командирською башточкою з трьома пристроями спостереження (перископний приціл ПТ-9, телескопічний — ТОД-9, командирська панорама ПТ-К), зміненими кронштейнами ходової частини, двигуном В-5 (форсований В-2), потужністю 700 к.с. Наслідком цього стало зростання маси танка до 50 тонн.

## Бойова експлуатація
Єдиний КВ-150 відбув на фронт у 123-танкову бригаду 11 жовтня 1941. Згідно з архівними даними ЦАМО РФ 18 травня 1943 року був виключений зі списку 31-го окремого Гвардійського танкового полку як безповоротні бойові втрати. Однак у липні 1943 року танк був закріплений за екіпажем, у складі цього ж полку.

## Т-150 у сувенірній та ігровій індустрії
У MMO-грі World of Tanks можна побачити танк Т-150 як важкий танк 6-го рівня.